# Deltaplano

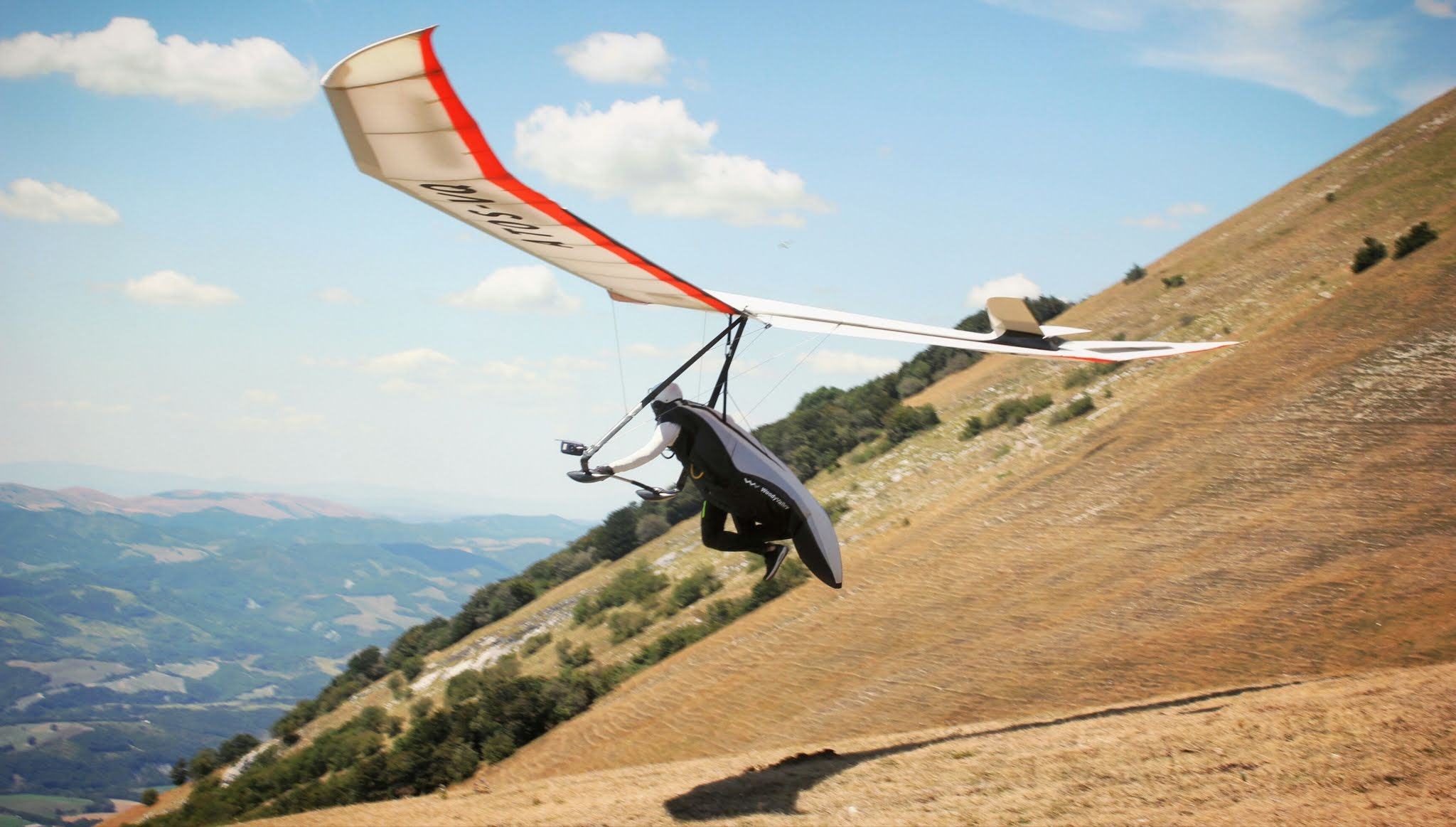
Decollo dal Monte Cucco con un'ala rigida

Un deltaplano (detto anche, più semplicemente, aquilone o ala dagli appassionati) è un mezzo progettato per il volo libero.
Viene usato per il cosiddetto "volo da diporto o sportivo" e consente, appunto, un'attività che sta tra lo sport e l'hobby.

## Storia

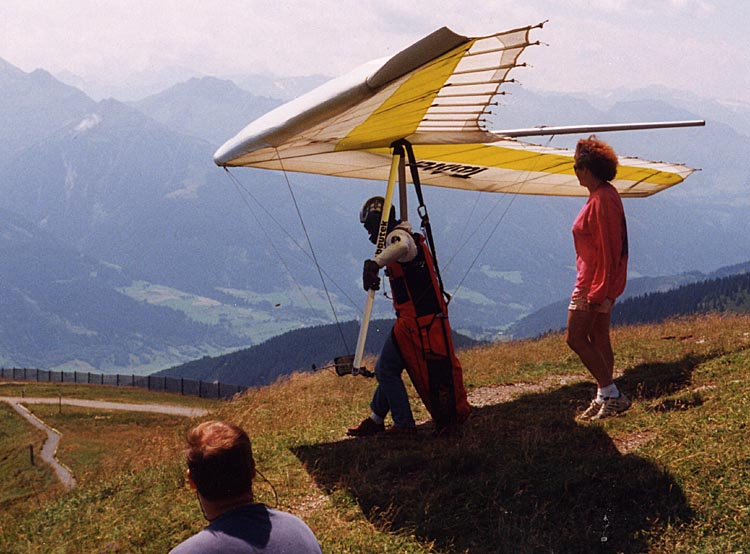
Un deltaplano sulle Alpi austriache

Il primo uomo a librarsi nell'aria con un antenato del deltaplano fu Otto Lilienthal nella seconda metà del 1800; egli riuscì a perfezionare i suoi aquiloni in oltre 2000 lanci dalle colline o dai tetti delle case. Ma non era ancora "volo libero" ma semplicemente "planato" perché non era in grado di dirigere il suo mezzo volante.
Bisogna però attendere fino al 1951, quando Francis Melvin Rogallo, ingegnere aeronautico del NACA di Langley (diventata in seguito NASA), brevettò un'"ala volante" (che da lui prese il nome come Ala Rogallo) progettata per realizzare velivoli leggeri. L'idea di Rogallo è stata quella di disegnare un'ala composta da due vele come due rande della barca a vela,  le uniche capaci di andare contro vento. L'dea rimase inutilizzata fino al maggio del 1961, quando venne attentamente valutata dalla NASA. Lo scopo era quello di equipaggiare le capsule di rientro Gemini di un'ala Rogallo gonfiabile in luogo dei classici paracadute di rientro; il sistema prometteva la leggerezza del paracadute e la manovrabilità tipiche degli altri velivoli. Vennero realizzati prototipi funzionanti in scala reale, e provati trainandoli a rimorchio; ma durante le prove emersero problemi di rottura. I paracadute di forma triangolare durante l'apertura spesso si rompevano, e quindi  la NASA optò per dei più tradizionali e sicuri paracadute frenanti.
Negli anni sessanta Bill Moyes (un istruttore australiano di sci nautico) costruì i primi esemplari di Ala Rogallo che egli trascinava sull'acqua, agganciati a un motoscafo, riuscendo a sollevare lo sciatore che vi era appeso.
L'inizio della pratica del volo libero  e del deltaplano in Italia e in Europa si deve ad Alfio Caronti (uno dei soci fondatori della Federazione Italiana Volo Libero) il quale, partecipando ai Campionati del Mondo di sci nautico del settembre del 1969 in qualità di preparatore atletico della Squadra Italiana, incontrò a Copenaghen l'australiano Bill Moyes, pioniere di questo sport. Bill Moyes si faceva trainare da un motoscafo per poi sganciarsi da circa 200 metri di quota e planare davanti alle tribune. Durante uno dei quotidiani spettacoli Moyes, atterrando male sulla spiaggia, si ruppe un braccio. Essendo compromessa la sua tournée in America decise di vendere il suo aquilone a Caronti che l'acquistò per 430.000 lire con l'aiuto di Franco Carraro, allora presidente della Federazione Italiana Sci Nautico e in seguito presidente del CONI. Tornato in Italia con il primo deltaplano mai approdato in Europa, iniziò a fare voli al traino col fratello Ivan.
Il 4 novembre 1971, dai Murelli sopra Moltrasio lago di Como, con decollo a 1.400 metri, Alfio Caronti effettuò il primo volo auto-lanciato mai fatto in Europa ed uno dei pochi al mondo per quella data. Questa è quindi la data del primo volo libero in Europa: l'importanza di questa impresa ha un valore notevole perché quel 4 novembre del 1971, per la prima volta, un uomo riuscì a realizzare un sogno, immaginato prima nella mitologia greca con Icaro e poi nella storia da Leonardo da Vinci; quello di volare liberi. 
Fino ad allora infatti mongolfiere, paracaduti, e le planate di Otto Lilienthal negli anni precedenti avevano rappresentato dei tentativi di volo libero, senza riuscire a dirigersi liberamente nel vento. L'ala di Rogallo, ovvero il deltaplano, è stata la prima ala capace di far realizzare all'uomo il volo libero, libero come un uccello.
Negli anni settanta s'intensificarono i voli e vennero stabiliti record di distanza. Nel settembre del 1971 Dave Kilbourne volò per 1h e 4', e nel 1973 l'americano Rudy Kishazy coprì una distanza di 4000 m partendo dal Monte Bianco. Seguì un decennio di evoluzione strutturale e di relativa 'esplosione' del fenomeno.
Poi, verso la metà degli anni ottanta, arrivò il parapendio, che offrì a tutti la possibilità di volare in modo più semplice, e nonostante le prestazioni aerodinamiche e l'esperienza sensoriale siano ancora superiori rispetto al parapendio, il numero di deltaplanisti si è decisamente ridotto.
Nel 2008 la Federazione Italiana Volo Libero ha insignito Alfio Caronti del riconoscimento "FIVL Master Awards".

## Descrizione

### Caratteristiche generali

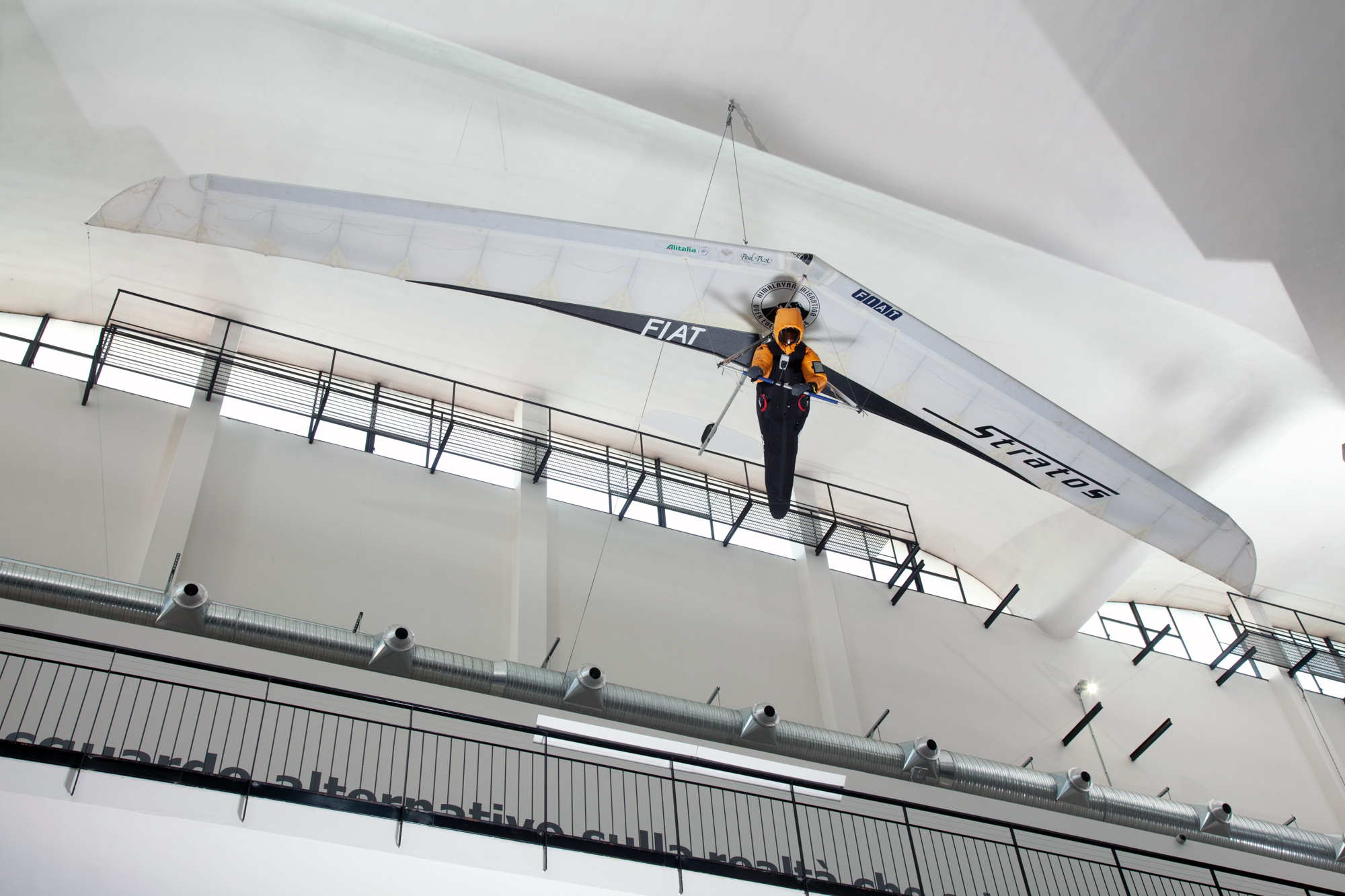
Deltaplano Icaro Stratos con cui Angelo d'Arrigo stabilisce il nuovo record di quota nella categoria volo a vela sorvolando l'Everest (24 maggio 2004). Esposto al Museo nazionale della scienza e della tecnologia Leonardo da Vinci di Milano.

Il deltaplano è l'unica aerodina a controllo pendolare, ovverosia viene pilotata attraverso il solo spostamento di peso del pilota, con pochissime eccezioni rappresentate da alcune poco diffuse varianti che recano anche comandi aerodinamici. 
Nell'originaria concezione del suo ideatore Francis Melvin Rogallo, questa aerodina aveva una forma in pianta quadrata con la diagonale nel senso del moto (angolo di freccia al bordo d'entrata di 45°); successivamente la forma in pianta divenne all'incirca quella di un triangolo isoscele retto (sostanzialmente un semi-quadrato) con cui si diffuse inizialmente tra la fine degli anni '60 ad inizi degli anni '70: è proprio grazie a questo iniziale sviluppo in pianta che tale apparecchio deve il nome, poiché raffigura esattamente un'ala a delta, onde il nome di deltaplano. 
Bisogna comunque precisare che, dagli anni '80 in poi, grazie ad una forte ricerca compiuta da numerose aziende per migliorarne le caratteristiche aerodinamiche, prestazionali, di controllabilità e sicurezza in volo, l'attuale appellativo, a rigore, non può più considerarsi corretto: infatti le forme in pianta delle attuali aerodine a controllo pendolare assomigliano molto di più (per non dire che sono quasi del tutto uguali) a configurazioni tutt'ala a freccia, con angoli al bordo d'entrata ormai di circa 30° (o meno), freccia anche sul bordo d'uscita (non è più ortogonale all'asse di simmetria dell'ala) e rapporti di rastremazione in pianta tra 0.2 e 0.8.
Per i bassi costi d'acquisto, d'utilizzo e di manutenzione, il deltaplano è stato e continua ad essere uno dei pochissimi strumenti che ha aperto la strada del volo a molti appassionati, senza ricorrere ad ingenti investimenti per godere dei piaceri del volo, pur possedendo notevoli doti di sicurezza, se usato correttamente.

### Struttura
Il deltaplano è una struttura formata da tubi, cavi, tela e bullonerie opportunamente studiata e disposta per consentire, al mezzo ed al pilota, di volare in un ambito ben preciso di condizioni meteorologiche, garantendo una elevata affidabilità meccanica.
Un deltaplano è, in sostanza, una coppia di semiali tenute aperte ed orizzontali da due "controventature", una superiore ed una inferiore. La controventatura superiore è sostenuta dalla torre (o master), mentre quella inferiore è sostenuta (in volo) dal trapezio, all'interno del quale trova spazio il pilota.
La principale peculiarità strutturale del deltaplano è lo svergolamento, che ha grande importanza nel garantirne la stabilità di volo. Lo svergolamento (che si misura in gradi angolari) è la differenza tra la inclinazione della corda alare nella sezione centrale, 
rispetto alla corda alare delle estremità.
La seconda peculiarità è il tunnel, vale a dire la 'bombatura' che si forma durante il volo, quando la vela rimane trattenuta dalle ali e, nella parte centrale, dalla chiglia.
I primi deltaplani, dotati di vele molto 'lasche', sfruttavano l'ampio tunnel per garantire stabilità di volo. Gli apparecchi moderni, tesi da elastici e irrigiditi da stecche, mostrano un tunnel ridottissimo o inesistente.

### Materiali utilizzati
- La vela è realizzata in tessuto sintetico (Dacron, Mylar), e deve unire le caratteristiche di resistenza, leggerezza e, soprattutto, una scarsa deformabilità (la vela è sottoposta, durante il volo, ad una continua trazione).
- I tubi sono in leghe leggere di alluminio (ergal, avional) e vengono sottoposti quasi esclusivamente a trazione e compressione lungo il loro asse principale.
- I cavi sono di acciaio intrecciato (fino a 92 singoli fili) con carichi di rottura (in trazione) varianti tra i 400 ed i 600 kg; essi sono spesso ricoperti di materiale plastico trasparente (per consentire l'ispezione visiva).
- La bulloneria rappresenta la parte più sovradimensionata di tutta la struttura e, dunque, quella meno incline a rappresentare un limite di resistenza per l'apparecchio.

Durante il volo, tutti i cavi lavorano in trazione (né potrebbe essere altrimenti), mentre tutti i tubi (ad eccezione della barra di controllo) lavorano in compressione; i tubi delle ali, inoltre, sono sollecitati in flessione (principalmente a livello del primo quarto e della parte terminale).

### Imbracatura

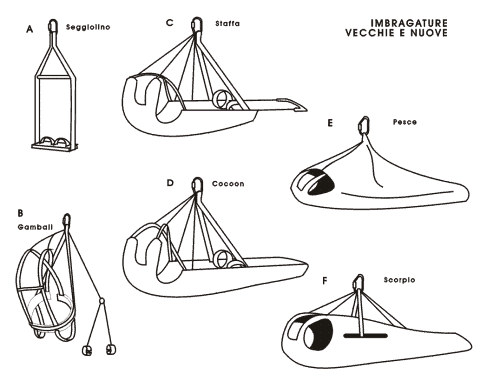
Tipi di imbragatura

Lo scopo dell'imbracatura è quello di consentire al pilota un aggancio sicuro al deltaplano, di garantirgli la possibilità di eseguire le manovre necessarie e, nei voli di lunga durata, di garantirgli una posizione confortevole ed al riparo dal freddo. I punti indispensabili di aggancio del pilota sono comunque le spalline e, soprattutto, i cosciali.
Curiosamente, i primi modelli erano a 'seggiolino' (il mezzo maggiormente diffuso per il parapendio), ma considerazioni di maneggevolezza e di aerodinamica li hanno fatti scartare, in favore di quelli nei quali il pilota si stende prono.

### Principi di pilotaggio
Come accennato, il deltaplano è un'aerodina a controllo pendolare, la cui peculiarità consiste nello spostare il centro di massa (o baricentro) dell'intero apparecchio (ala e pilota) rispetto al centro aerodinamico del sistema 'ala + corpo' oppure (ala + pilota) per consentire il controllo longitudinale (cabrate e picchiate) e latero-direzionale (rollio ed imbardate). 
Il pilota durante il volo si trova infatti appeso al baricentro dell'apparecchio ed è libero di oscillare nell'intorno della configurazione di trim (volo librato). Pertanto agendo sulla barra di controllo, solidale con l'intera ala, varierà la posizione relativa, centro aerodinamico - baricentro e nella fattispecie:
- per cabrare (aumento dell'incidenza dell'ala) arretrerà il suo peso rispetto al centro aerodinamico (similmente al tirare la cloche dei normali aerei), ovvero vedrà allontanare da sé in avanti la barra di controllo;
- per picchiare (riduzione dell'incidenza dell'ala) avanzerà il suo peso rispetto al centro aerodinamico (similmente allo spingere la cloche dei normali aerei), ovvero vedrà avvicinare a sé dal davanti la barra di controllo;
- per virare a sinistra (rollio a sinistra) sposterà il suo peso a sinistra (interno della virata, similmente al muovere la cloche a sinistra e spingere sulla pedaliera a sinistra nei normali aerei), ovvero vedrà traslare lateralmente verso destra la barra di controllo;
- per virare a destra (rollio a destra) sposterà il suo peso a destra (interno della virata, similmente al muovere la cloche a destra e spingere sulla pedaliera a destra nei normali aerei), ovvero vedrà traslare lateralmente verso sinistra la barra di controllo.

Combinando questi comandi in modo opportuno, è possibile effettuare le virate coordinate, indispensabili per un corretto volo e per compiere rapidi e sicuri cambiamenti di rotta come fatto dai libratori ed alianti.

### Tipi di volo
Le condizioni meteorologiche e l'abilità del pilota condizionano il tipo di volo che è possibile
effettuare:
- Planata: in condizioni di aria calma (quali si realizzano alla mattina presto) è possibile effettuare una semplice planata, la cui durata è proporzionale alla differenza di quota tra decollo ed atterraggio e all'efficienza aerodinamica e alla velocità minima di discesa.
- Veleggiamento dinamico: quando un vento relativamente costante è costretto a superare un ostacolo (una collina, alture vicino al mare), esso si solleva ed è possibile rimanere in volo anche per ore (a condizione di non abbandonare la zona di ascendenza).
- Veleggiamento termico: quando la giornata lo consente, è possibile sfruttare le ascendenze termiche (esattamente come fanno gli alianti) che tendono a raccogliersi in prossimità dei rilievi montuosi e salire ben più in alto del punto di decollo. Da lì sarà possibile raggiungere altre termiche percorrendo, in tal modo, anche qualche centinaio di chilometri. Il limite alla ascensione è rappresentato dalla base delle nuvole e, in caso di cielo azzurro, dal calo di temperatura e di ossigeno.

## Responsabilità giuridica italiana
La responsabilità dell'efficienza del deltaplano è totalmente a carico del pilota (a differenza ad esempio di quanto avviene per il volo motore) ed inizia dal momento in cui il mezzo gli viene consegnato (ovviamente in perfetto stato) dal collaudatore o dall'istruttore. Generalmente tuttavia le regolamentazioni del volo libero sono molto semplificate rispetto a quelle del volo degli aeromobili.
L'elenco completo delle leggi che regolano, in Italia, il Volo da Diporto o Sportivo possono essere reperite sul sito dell'Aero Club d'Italia.
Basti sottolineare che il Deltaplano non è considerato un aeromobile (LEGGE 25 marzo 1985 n. 106), bensì un apparecchio per il Volo da Diporto o Sportivo, sempre che rientri nei limiti (invero molto ampi) fissati dal DECRETO del 19 novembre 1991 e precisamente:
- struttura monoposto, priva di motore, di peso proprio non superiore a 80 kg;
- struttura biposto, priva di motore, di peso proprio non superiore a 100 kg.

(nei pesi sopra indicati non sono comprese eventuali cinture e bretelle di sicurezza, paracadute, strumentazione di bordo)
Per poter pilotare un deltaplano è comunque necessario conseguire un Attestato di idoneità, riconosciuto dall'Aereo Club d'Italia e rilasciato da una delle oltre 100 scuole ufficialmente riconosciute. La procedura è decisamente più semplice e breve di quella per ottenere un brevetto di volo su aeromobili (qualche settimana e qualche centinaio di euro, a fronte di almeno un anno, e migliaia di euro).